# Tulku Urgjen Rinpocze
Tulku Urgjen Rinpocze (tyb.: སྤྲུལ་སྐུ་ཨོ་རྒྱན་རིན་པོ་ཆེ་, Wylie: Sprul-sku O-rgyan Rin-po-che; 1920-13 lutego 1996) – buddyjski nauczyciel linii Ningma i Kagju ceniony i uznawany przez wszystkie szkoły buddyzmu tybetańskiego. Nauczał głównie wprowadzenia w naturę umysłu i nauk z odkrytych skarbów Czokgjura Lingpy. Miał czterech synów (Czokji Nima Rinpocze, Tsikej Czokling Rinpoche, Tsokni Rinpocze, Mingjur Rinpocze), z których każdy jest ważnym nauczycielem buddyjskim.
W Polsce ukazały się dwa jego zbiory wykładów: "Powtarzając słowa Buddy" i "Tęczowy obraz", a także zbiór biografii mistrzów buddyzmu tybetańskiego związanych z Czokling Tersar pt. "Płomień Chwały". Jego inkarnację odkryto w marcu 2006 roku - jest to syn Netena Czoklinga Rinpocze.